# Pseudeusemia posticigutta
Pseudeusemia posticigutta là một loài bướm đêm trong họ Geometridae.